# 마만봉
마만봉(馬萬奉, 1894년 8월 10일 ~ 1951년 2월 10일)은 한국의 독립운동가이다.

## 생애
1894년 8월 10일 춘천군 물로리에서 태어났다.
1921년 인제에서 무장 항일단체인 장총단을 조직하여 형 마도현 의사 등과 홍천소재 일본 경찰주재소를 습격하는 등 무장 항일운동을 벌였다. 1927년까지 도내 일원에서 항일 군자금을 모금하는 등 독립운동을 펼치다 1927년 11월 일경의 대규모 포위수색 과정에서 체포되어 1928년 경성지방법원에서 징역 15년형을 받고 옥고를 치렸다. 1951년 2월 10일 사망했다.
2012년 건국훈장 애국장이 추서되었다.